# Phil Read

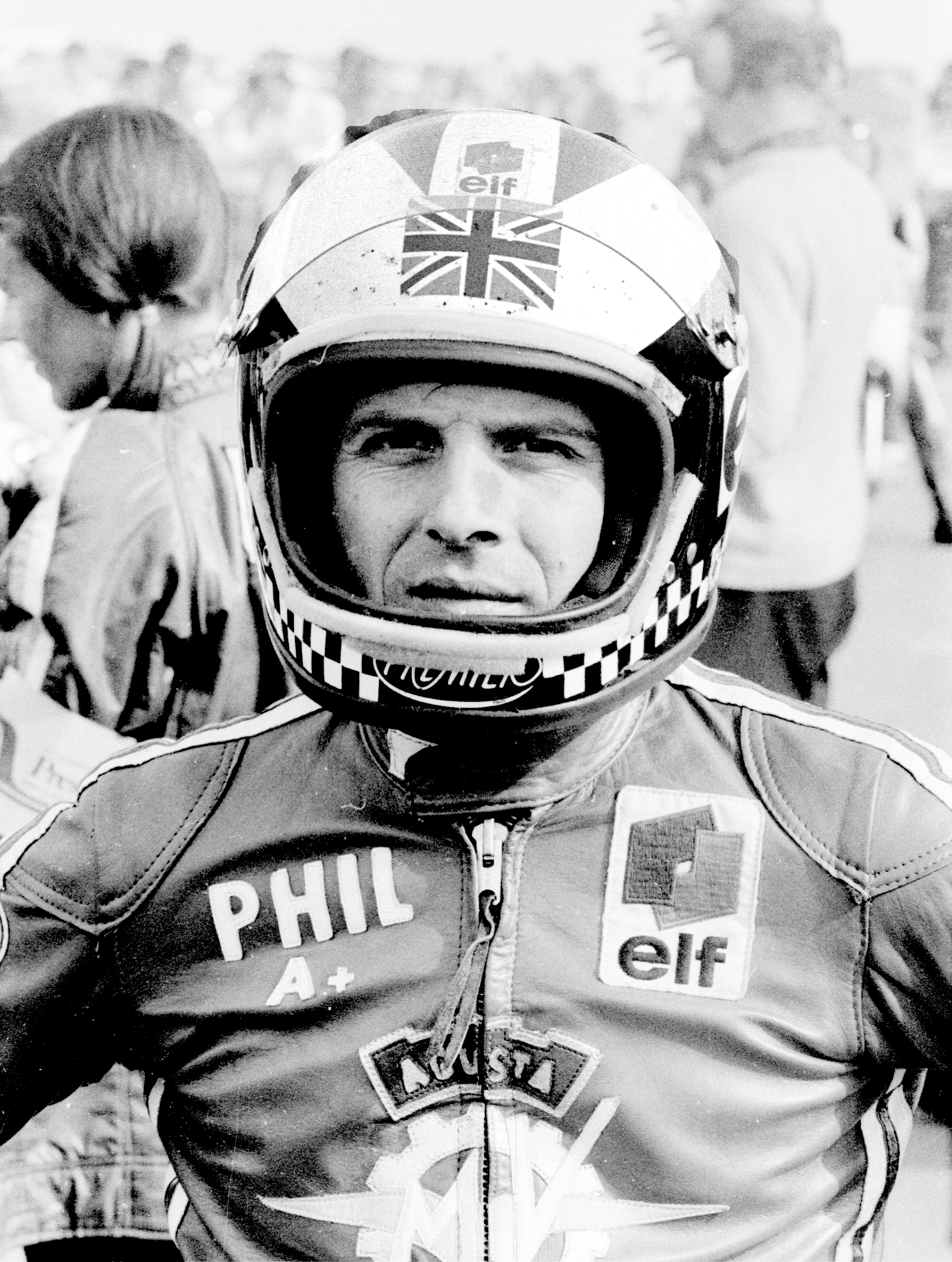
Phil Read (1975).

Phillip William "Phil" Read, född 1 januari 1939 i Luton, Bedfordshire, död 6 oktober 2022 i Canterbury, Kent, var en brittisk roadracingförare som var aktiv 1961 till 1976. Han tog totalt 52 Grand Prix-segrar och blev världsmästare i tre klasser: GP125 (1 gång), GP250 (4 ggr) och GP500 (2 ggr).

## Segrar 500GP
| Nummer | Grand Prix      | År   |
| ------ | --------------- | ---- |
| 1      | Västtyskland    | 1973 |
| 2      | Holland         | 1973 |
| 3      | Sverige         | 1973 |
| 4      | Spanien         | 1973 |
| 5      | Frankrike       | 1974 |
| 6      | Belgien         | 1974 |
| 7      | Finland         | 1974 |
| 8      | Tjeckoslovakien | 1974 |
| 9      | Belgien         | 1975 |
| 10     | Tjeckoslovakien | 1975 |

## Segrar 350GP
| Nummer | Grand Prix  | År   |
| ------ | ----------- | ---- |
| 1      | Isle of Man | 1961 |
| 2      | Japan       | 1966 |
| 3      | Italien     | 1969 |
| 4      | Östtyskland | 1972 |

## Segrar 250GP
| Nummer | Grand Prix      | År   |
| ------ | --------------- | ---- |
| 1      | Frankrike       | 1964 |
| 2      | Västtyskland    | 1964 |
| 3      | Östtyskland     | 1964 |
| 4      | Nordirland      | 1964 |
| 5      | Italien         | 1964 |
| 6      | USA             | 1965 |
| 7      | Västtyskland    | 1965 |
| 8      | Spanien         | 1965 |
| 9      | Frankrike       | 1965 |
| 10     | Isle of Man     | 1965 |
| 11     | Tjeckoslovakien | 1965 |
| 12     | Nordirland      | 1965 |
| 13     | Spanien         | 1967 |
| 14     | Östtyskland     | 1967 |
| 15     | Tjeckoslovakien | 1967 |
| 16     | Italien         | 1967 |
| 17     | Spanien         | 1968 |
| 18     | Belgien         | 1968 |
| 19     | Tjeckoslovakien | 1968 |
| 20     | Finland         | 1968 |
| 21     | Italien         | 1968 |
| 22     | Italien         | 1969 |
| 23     | Västtyskland    | 1971 |
| 24     | Isle of Man     | 1971 |
| 25     | Holland         | 1971 |
| 26     | Frankrike       | 1972 |
| 27     | Isle of Man     | 1972 |

## Segrar 125GP
| Nummer | Grand Prix      | År   |
| ------ | --------------- | ---- |
| 1      | Isle of Man     | 1965 |
| 2      | Finland         | 1966 |
| 3      | Isle of Man     | 1967 |
| 4      | Holland         | 1967 |
| 5      | Västtyskland    | 1968 |
| 6      | Isle of Man     | 1968 |
| 7      | Holland         | 1968 |
| 8      | Östtyskland     | 1968 |
| 9      | Tjeckoslovakien | 1968 |
| 10     | Finland         | 1968 |